# Marumba bengalensis
Marumba bengalensis är en fjärilsart som beskrevs av George Francis Hampson 1912. Marumba bengalensis ingår i släktet Marumba och familjen svärmare. Inga underarter finns listade i Catalogue of Life.